# Capnella

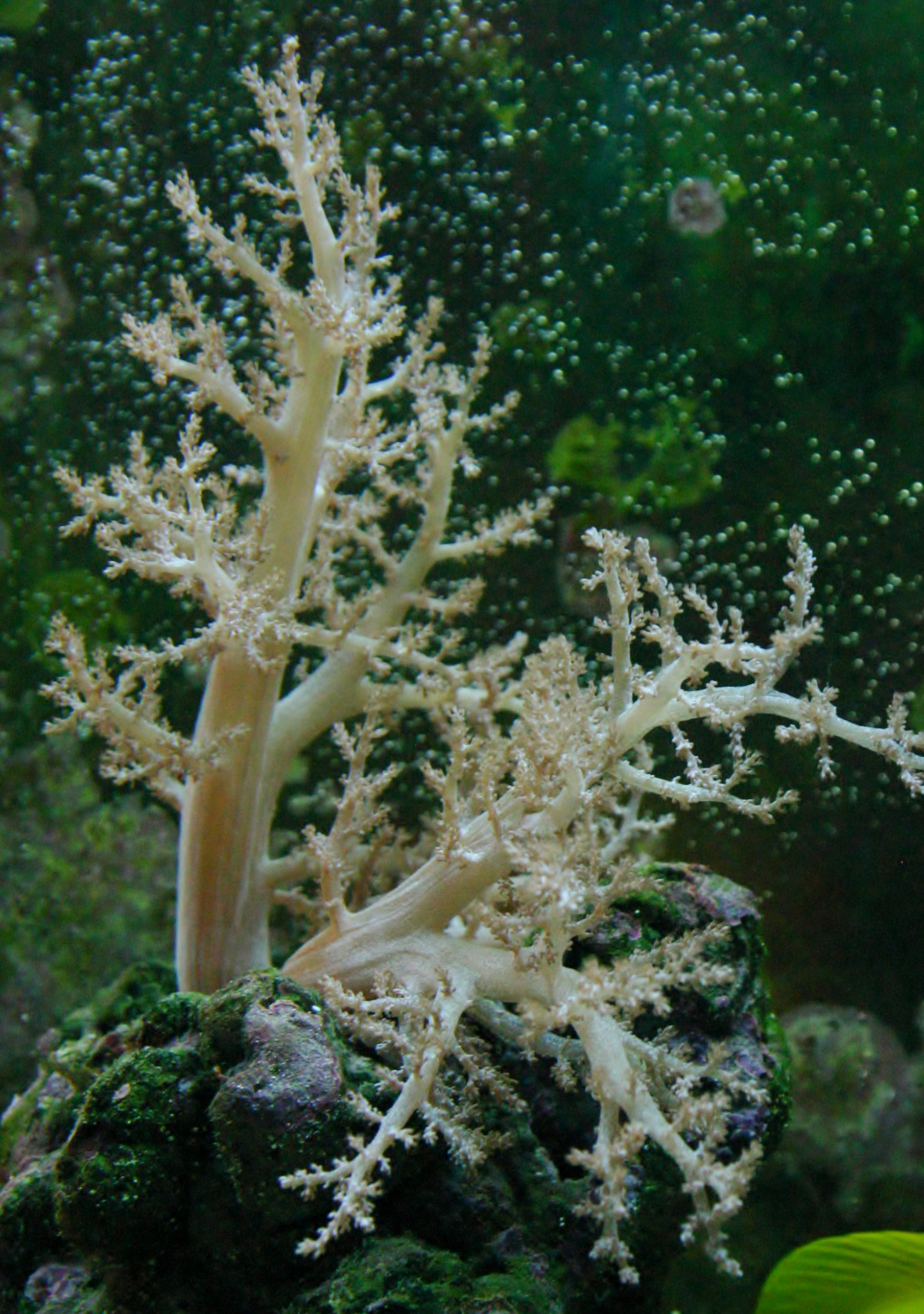
Capnella en acuario

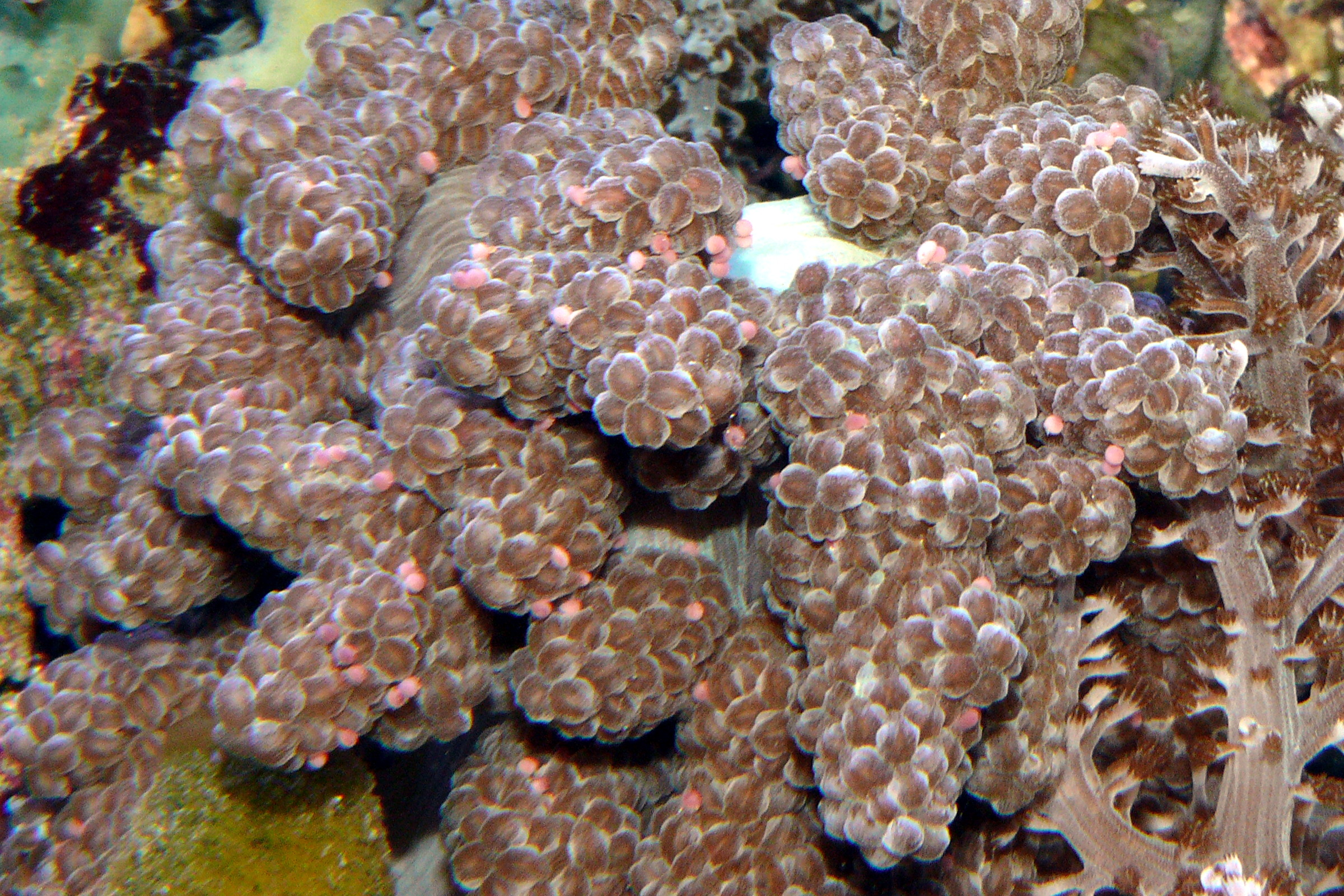
Capnella desovando.

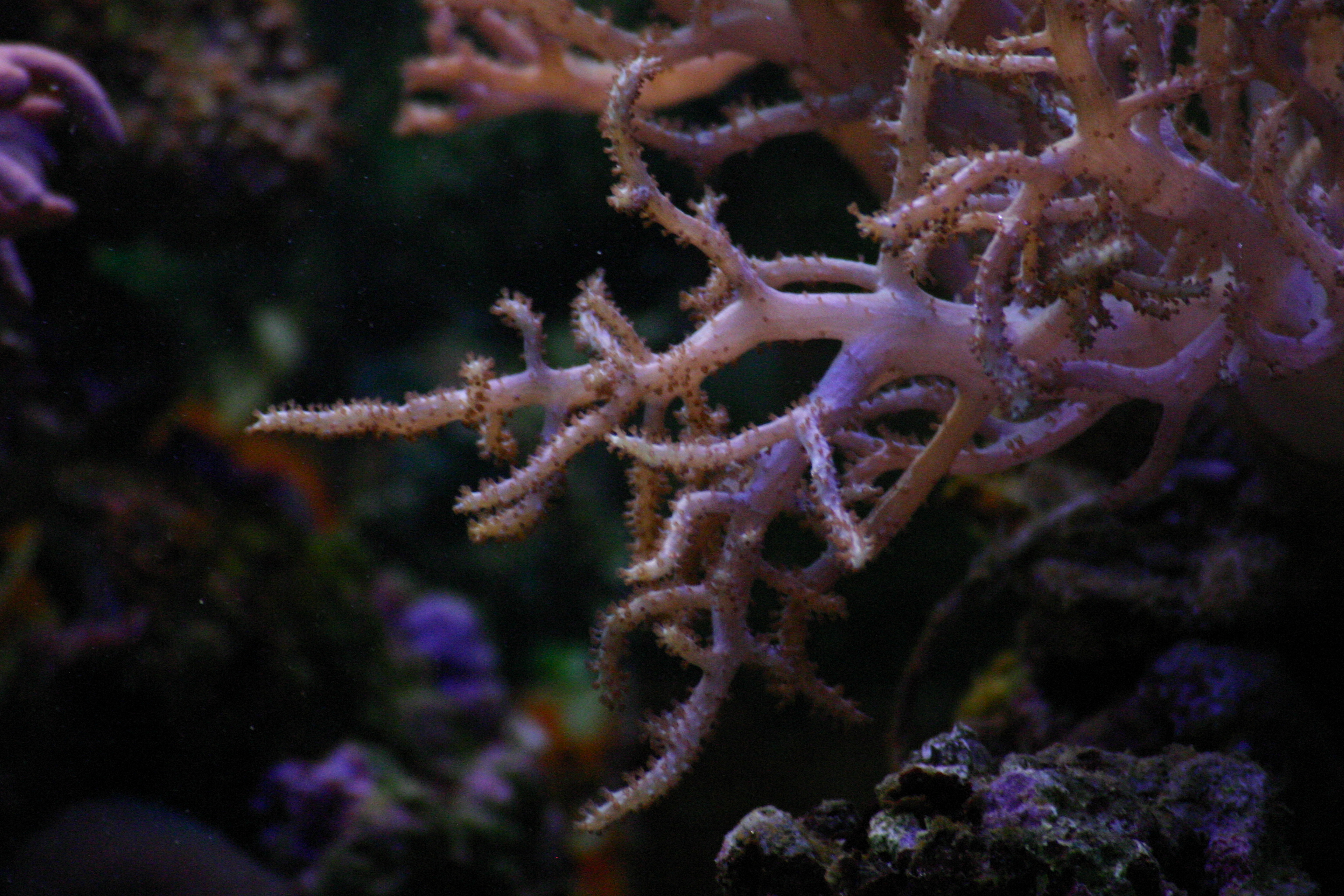

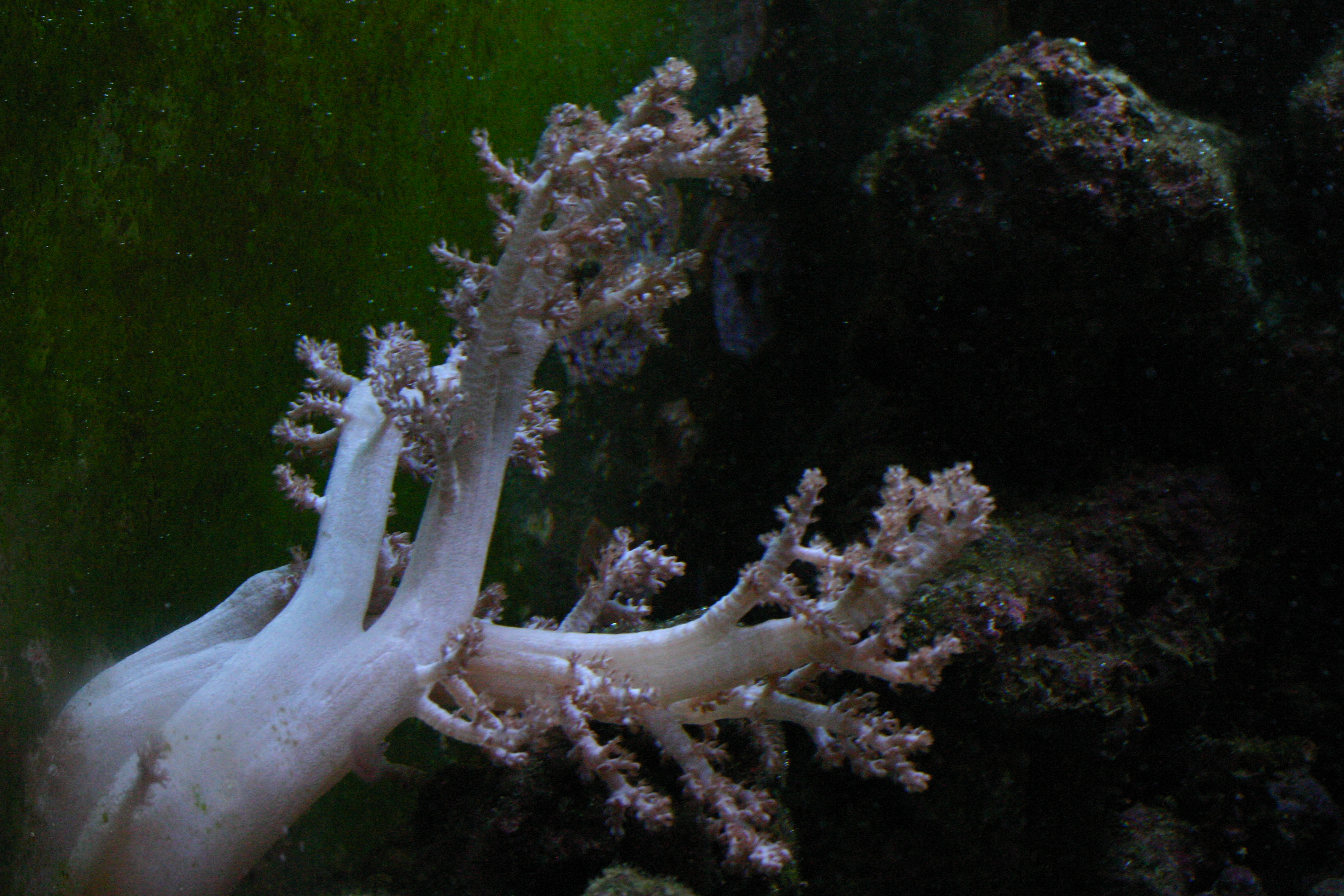

Capnella es un género de corales que pertenece a la familia Nephtheidae, del orden Alcyonacea.
Están enmarcados en los corales blandos, así denominados porque, al contrario de los corales duros, no generan un esqueleto de carbonato cálcico, por lo que no son generadores de arrecife. La colonia de pólipos tiene formas arbóreas o arbustivas en la mayoría de especies. Sus nombres comunes son coral brócoli, coral coliflor, coral árbol o árbol de Kenia.

## Especies
El Registro Mundial de Especies Marinas acepta las siguientes especies:
- Capnella arbuscula. (Verseveldt, 1977)
- Capnella australiensis. (Thorpe, 1928)
- Capnella bouilloni. (Verseveldt, 1976)
- Capnella erecta. (Verseveldt, 1977)
- Capnella fructosa. (autor desconocido)
- Capnella fungiformis. (Kükenthal, 1903)
- Capnella gaboensis. (Verseveldt, 1977)
- Capnella garetti. (Verseveldt, 1977)
- Capnella glomerata. (Verrill, 1869)
- Capnella imbricata. (Quoy & Gaimard, 1833)
- Capnella johnstonei. (Verseveldt, 1977)
- Capnella lacertiliensis. (Macfadyen)
- Capnella parva. (Light, 1913)
- Capnella portlandensis. (Verseveldt, 1977)
- Capnella ramosa. (Light, 1913)
- Capnella sabangensis. (Roxas, 1933)
- Capnella shepherdi. (Verseveldt, 1977)
- Capnella spicata. (May)
- Capnella susanae. (Williams, 1988)
- Capnella thyrsoidea. (Verrill, 1989)
- Capnella watsonae. (Verseveldt, 1977)

## Morfología
La colonia de pólipos tiene apariencia arbórea, partiendo de un pie en forma de tronco, que está anclado en su extremo a la roca o coral muerto. Este tronco está muy ramificado, con diversas bifurcaciones, que en sus extremos presentan pólipos no retraibles, a no ser que la totalidad de la colonia se vacie de agua. El color de la colonia coralina oscila entre el blanco, el marrón, el verde y el rosa suaves. En su epidermis se pueden apreciar claramente espículas calcáreas, que se conforman para dar firmeza a la estructura arbórea de la colonia.  La colonia alcanza los 41 cm de altura.

## Hábitat y distribución
Habita en aguas enriquecias de nutrientes. Viven en pendientes del arrecife con corrientes moderadas y, mayoritariamente, a unos 6 m de profundidad. 
Se les encuentra en el océano Indo-Pacífico y en el mar Rojo. Normalmente anclados en rocas y corales muertos o al sustrato.

## Alimentación
Los Capnella contienen gran cantidad de algas simbióticas (mutualistas:ambos organismos se benefician de la relación) llamadas zooxantelas. Las algas realizan la fotosíntesis produciendo oxígeno y azúcares, que son aprovechados por los corales, y se alimentan de los catabolitos del coral (especialmente fósforo y nitrógeno). No obstante, los Capnella se alimentan tanto de los productos que generan estas algas (entre un 75 y un 90 %), como de las porciones de fitoplancton, que capturan ayudados de sus minúsculos pólipos.

## Reproducción
Asexual, por brotes y por esquejes, y sexual: desovando en la columna de agua. Los óvulos fertilizados evolucionan a larva, que deambula unos días hasta fijarse al sustrato. Una vez allí, se convierte en pólipo, y, reproduciéndose asexualmente, conforman la colonia coralina. Tiene una gran capacidad de reproducción.

## Mantenimiento
Es un coral de fácil mantenimiento y reproducción en cautividad. Requiere iluminación moderada. Prefiere fluorescentes T5 a lámparas de metal, para lo que deberemos aclimatarlo progresivamente, so pena de "quemarlo". Debe tener corriente moderada.  
El Capnella se defiende de otros corales mediante la expulsión de toxinas químicas, se reporta que manteniéndolo cerca de un coral Montipora, impedía así el crecimiento de éste. 